# Thomas Cech
Thomas Robert Cech (Chicago, Illinois, 8 de desembre de 1947) és un químic, bioquímic i professor universitari estatunidenc guardonat amb el Premi Nobel de Química l'any 1989.

## Biografia
De ben petit la seva família es traslladà a la ciutat d'Iowa, situada a l'estat del mateix nom. Va estudiar química al Grinnell College, on es graduà el 1970, i posteriorment realitzà el seu doctorat a la Universitat de Berkeley l'any 1975. Aquell mateix any entrà a treballar a l'Institut Tecnològic de Massachusetts, i el 1978 fou nomenat professor de química i bioquímica a la Universitat de Colorado.

## Recerca científica
L'àrea principal de la recerca de Thomas Cech és la del procés de transcripció genètica del nucli de les cèl·lules, observant com el codi genètic de l'ADN es transcriu en ARN. En col·laboració amb Sidney Altman va descobrir que per aconseguir la unió de fragments d'ARN era necessari la presència del nucleòsid, component bàsic de l'ARN, sense la necessitat de ser-hi present qualsevol altra activitat catalítica.
L'any 1989 fou guardonat, juntament amb Sidney Altman, amb el Premi Nobel de Química pels descobriments dels processos químics de propietats catalitzadores de l'àcid Ribonucleic.